# Клајд
Клајд (енгл. River Clyde) је река у Уједињеном Краљевству, у Шкотској. Дуга је 172 km. Површина слива износи 4000 km². Настаје од две реке на падинама Јужних Брда. Улива се у Ферт ов Клајд, односно Северни пролаз, део Атлантског океана.
Горњи Клајд тече према северу, где код Багира мења ток и код Ленарка ствара четири слапа Клајдове водопаде који се користе на добијање електроенергије. Пловна је низводно од слапова, када протиче кроз долину Клајд, познату по узгоју расе тешких коња за вучу клајдсдејл. За океанске бродове пловна је до Глазгова. Каналом је повезана са Северним морем. Убраја е међу најпрометније реке Уједиљеног Краљевства. 
У доњем току реке налази се јако индустријско подручје са градовима Глазгов, Пејсли, Клајдебенк и Дамбартон. Код Дамбартона шири се у естуар, који се простире на 105 km.
У поречју горњег тока налазе се лежишта угља и жељезне руде.